# Franz Stuhlmann
Franz Ludwig Stuhlmann, född 29 oktober 1863 i Hamburg, död 19 november 1928 i Hamburg, var en tysk zoolog och Afrikaforskare. 
Stuhlmann for 1888 med understöd av Vetenskapsakademien i Berlin till Tyska Östafrika för zoologiska studier, ingick under arabupproret som officer i tyska skyddstruppen, åtföljde sedan Schnitzer (Emin Pascha) på dennes tåg till det inre och sändes, sedan kopporna utbrutit i lägret, 1891 med de friska i förväg till Viktoriasjön, där han förgäves inväntade Schnitzer, och färdades tillbaka till kusten med sina samlingar. På uppdrag av tyska riksregeringen återreste han 1893 till Östafrika, blev avdelningschef för kultur och lantmäteri i Dar es-Salaam, 1903 direktör för det biologiska lantbruksinstitutet i Amani och 1908 generalsekreterare i kolonialinstitutets central, Hamburg. Han utgav ett band zoologiska iakttagelser (1893), Mit Emin Pascha ins Herz von Afrika (1894) och Beiträge zur Kulturgeschichte von Ostafrika (1909). 
En guldmullvad (Chrysochloris stuhlmanni) och en underart av diademmarkatta är uppkallade efter Stuhlmann.